# Luca Banti
Pour les articles homonymes, voir Banti.
Luca Banti, né le 27 mars 1974 à Livourne, est un arbitre international italien de football.

## Biographie

### En Italie
Luca Banti commence à arbitrer en 1991. Lors de la saison 1999-2000 il arbitre en Serie D.
De 2000 à 2004 il arbitre en Serie C1 et en Serie C2. À partir de la saison suivante il franchit un échelon et est désigné pour arbitrer la Serie B et la Serie A. Le 29 mai 2005, il arbitre son premier match de première division lors d'une rencontre opposant la Juventus face à Cagliari. À partir de la saison 2010-2011 et de la scission de la commission d'arbitrage italienne, il s'occupe exclusivement de la Serie A.

### Sur le plan international
En janvier 2009, il est désigné arbitre international par la FIFA.
Le 23 juillet 2009, il est désigné pour la première fois par l'UEFA pour diriger un match lors d'une rencontre opposant le FC Lahti au ND Gorica.
Le 4 septembre 2009, il dirige sa première rencontre internationale lors d'un match opposant Malte au Cap-Vert.